# Pietenpol Air Camper
Der Pietenpol Air Camper ist ein einfaches Selbstbauflugzeug von Bernard H. Pietenpol von 1928.

## Entwicklung
Der erste Air Camper wurde von ihm selbst gebaut und geflogen. Das Ziel von Pietenpol war es, ein Flugzeug zu entwerfen, das leicht selbst zusammen zu bauen und sehr preiswert war. Der Air Camper ist überwiegend aus Fichten- und Sperrholz aufgebaut und war ursprünglich mit einem 40 PS starken umgebauten Ford-Modell-A-Automotor ausgerüstet. Ein Exemplar befindet sich im EAA AirVenture Museum in Oshkosh (Wisconsin).

## Technische Daten
| Pietenpol Air Camper (1928): |                                                        |
| Kenngröße                    | Daten                                                  |
| Länge                        | 5,39 m                                                 |
| Flügelspannweite             | 8,84 m                                                 |
| Tragflügelfläche             | 12,5 m²                                                |
| Höhe                         | 1,98 m                                                 |
| Antrieb                      | 1 × Ford-Modell-A-Motor, angepasst für den Flugbetrieb |
| Höchstgeschwindigkeit        | 160 km/h                                               |
| Reichweite                   | k. A.                                                  |
| Steigrate                    | ca. 150 m/min                                          |
| Besatzung                    | 2                                                      |
| Dienstgipfelhöhe             | k. A.                                                  |
| Leergewicht                  | 277 kg                                                 |
| Fluggewicht                  | 452 kg                                                 |